# Militia est vita hominis
 Militia est vita hominis  лат. (изговор: милиција ест вита хоминис). Живот људи је борба.( Књига о Јову)

## Поријекло изреке
Ова изрека је записана у старозаветном спису "Књига о Јову".

## Тумачење
У књизи о Јову у Старом завјету, насталој око 6. вијека прије нове ере, се каже да човјеков живот и није друго до вјечита борба.